# ボスニアン・ラフヘアード・ハウンド
ボスニアン・ラフヘアード・ハウンド（英：Bosnian Rough-haired Hound）は、ボスニア・ヘルツェゴビナ原産の犬種のひとつである。別名はボスニアン・コースヘアード・ハウンド（英：Bosnian Coarse-haired Hound）、ボサンスキー・バラック（bosanski barak）など。

## 歴史
19世紀ごろのボスニアで、環境の厳しい山岳地帯でも猟ができる犬種を目指して作り出された。オールド・ボスニアン＝クロアチアン・サイトハウンドに剛毛のセントハウンド犬種を掛け合わせることで作出された。
主にノウサギ、キツネ、イノシシなどを狩るが、基本的に山岳地帯の動物であればなんでも狩ることができる。あらゆる天候下に対応でき、嗅覚で獲物を捜索し、小型獣であれば自力で倒す。大型獣であれば噛み留めを行って獲物を動けなくし、主人に猟銃で仕留めてもらう。
第二次世界大戦とユーゴスラビア紛争により頭数は激減したが、性格と狩猟能力の良さから現地の猟師に愛され、保護が行われている。1965年6月19日にFCIに公認登録されたが、現在もボスニア以外ではほとんど飼育されていない希少犬種である。大半は実用犬として飼育されている。

## 特徴

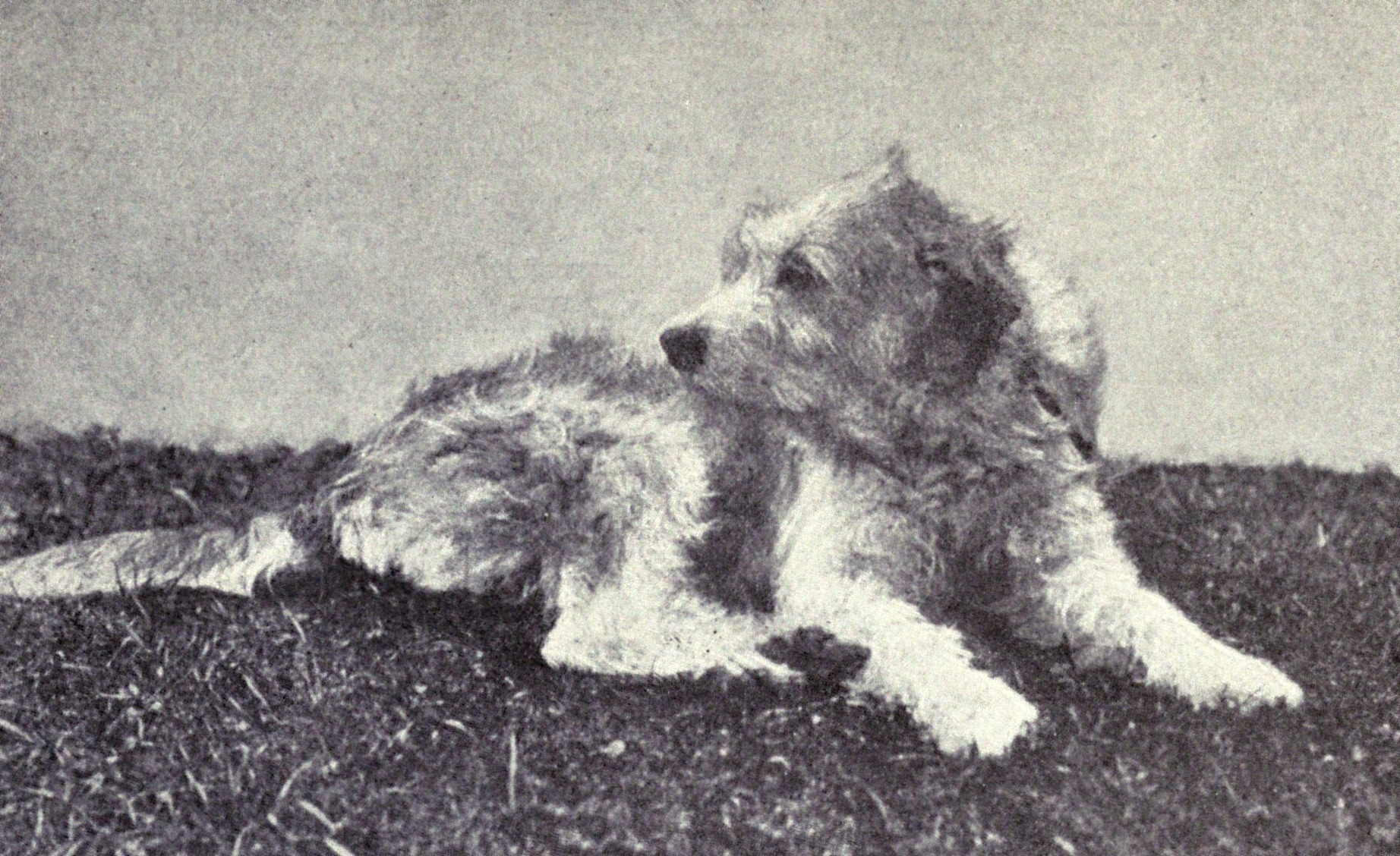
ボスニアン・ラフヘアード・ハウンド（1915年）

ぼさぼさした厚いラフコートが印象的な犬種である。毛の長さはシャギーに近いロングコートで、毛質はワイアー（剛毛）である。コートは目にも若干かかるが、カットされることが多い。毛色はブラック、ホワイト・アンド・ブラック、イエロー・アンド・ブラック、もしくはそれらのうち2〜3色の組み合わせやグラデーション違いなど、バリエーションが豊かである。コートはダブルコート構造になっており、非常に厚く寒さや雨風、茨、獣の牙にかなり強い。眉毛や顎鬚、口髭もふさふさしている。尚、毛のカットは通常、コートの長さを調節する程度のトリミングを施してぼさぼさした感じを残すが、ショーなどに使用する際にはコートをきれいにトリミングし、ボディバランスを整えて清楚な印象を与えるために丁寧なグルーミングが行われる。こちらのトリミングはややベドリントン・テリアのものと似ているが、
耳の先に房毛は作らない。もちろん、猟犬として使役する際には先のぼさぼさ感を残したカットを行う。
体は引き締まっていて、耳は垂れ耳、尾はふさふさした垂れ尾。マズルは若干短めである。体高46〜55cm、体重16〜24kgの中型犬で、性格は猟犬として働いているときは勇敢で粘り強く毅然としているが、ペットとして過ごしているときには明るく人懐こい。状況判断力等は普通であるが、スタミナは非常に多い。このため運動量は多めで、活発に動き回る。かかりやすい病気は地肌が蒸れて起こりやすい皮膚病、コートが目に入って起こりやすい眼疾患などがある。